# Mladinka
Mladinka (dříve Škodováček) je dětský folklorní taneční a hudební soubor a zájmový klub působící v Plzni. Založen byl v roce 1986. Je tvořen asi 50 dětmi ve věku 5–18 let a jeho členové často poté pokračují v řadách lidového souboru Mladina, jemuž Mladinka slouží k výchově tanečníků a hudebníků. Repertoár vychází z lidových tradic jižních a západních Čech.
Soubor se opakovaně účastní mnoha národních i mezinárodních festivalů. V letech 1989 a 1992 se účastnil národního kola přehlídky dětských souborů v Kroměříži, v letech 1991, 1995 a 2003 vystupoval na Strážnickém festivalu. V roce 2007 se účastnil mezinárodního folklorního festivalu Kunovské léto, kde v soutěži choreografií získal ocenění za příkladnou souhru hudební a taneční složky a za přesvědčivou pozvánku, dále se účastní například festivalu Česká náves (2007). V roce 1994 se účastnil mezinárodního festivalu v Německu, roku 1996 v Turecku, roku 1998 v USA a v letech 2004 a 2006 na Mezinárodním dudáckém festivalu (MDF) ve Strakonicích.